# Distretto di Ljachavičy
Il distretto di Ljachavičy (in bielorusso Іванаўскі раён?) è un distretto (raën) della Bielorussia appartenente alla regione di Brėst con 30 498 abitanti al censimento del 2009